# Libědice
Libědice település Csehországban, Chomutovi járásban. Libědice Podbořany, Chbany, Račetice, Veliká Ves, Pětipsy és Nové Sedlo településekkel határos. Lakosainak száma 242 fő (2024. január 1.).

## Népesség
A település lakosságának változását az alábbi diagram mutatja:
| Lakosok száma | 818  | 932  | 988  | 409  | 255  | 236  | 246  | 248  | 234  | 242  |
|               | 1869 | 1900 | 1921 | 1961 | 1980 | 2011 | 2016 | 2019 | 2021 | 2024 |